# Efekt červených očí

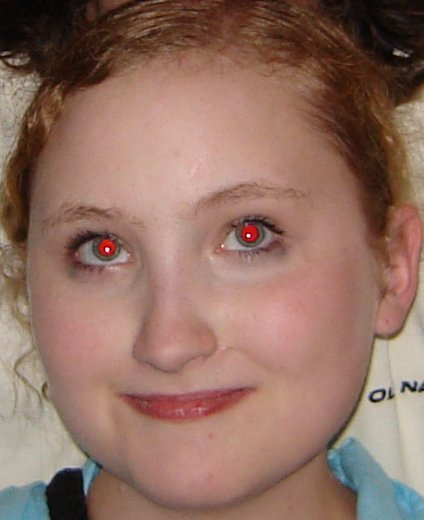
Efekt červených očí

Efekt červených očí je výrazné červené zobrazení očních panenek v barevné fotografii portrétů. Vzniká za zhoršených světelných podmínek při použití blesku, který je umístěn velmi blízko objektivu fotoaparátu.

## Příčiny

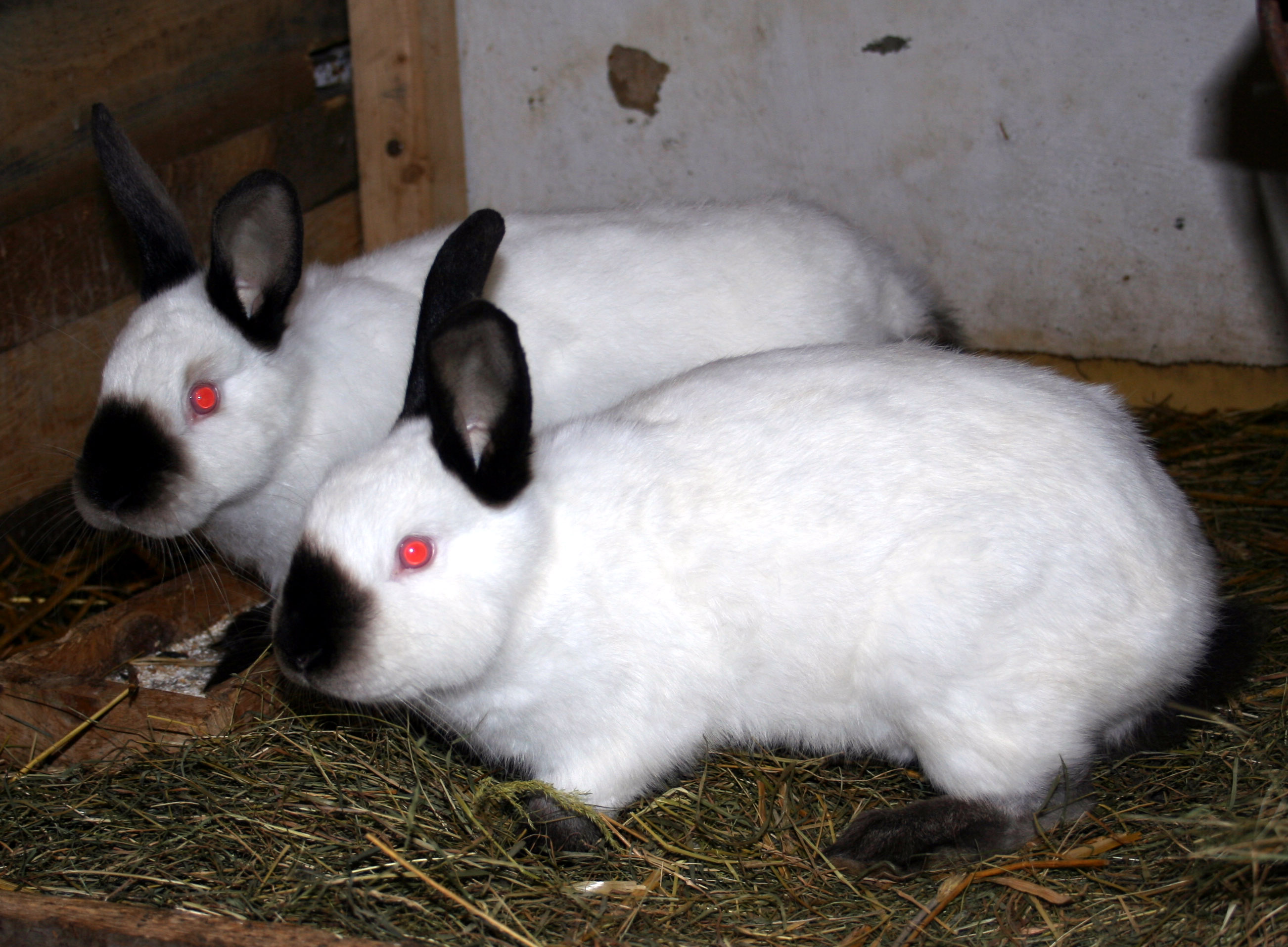
Černobílí králíci s červenýma očima

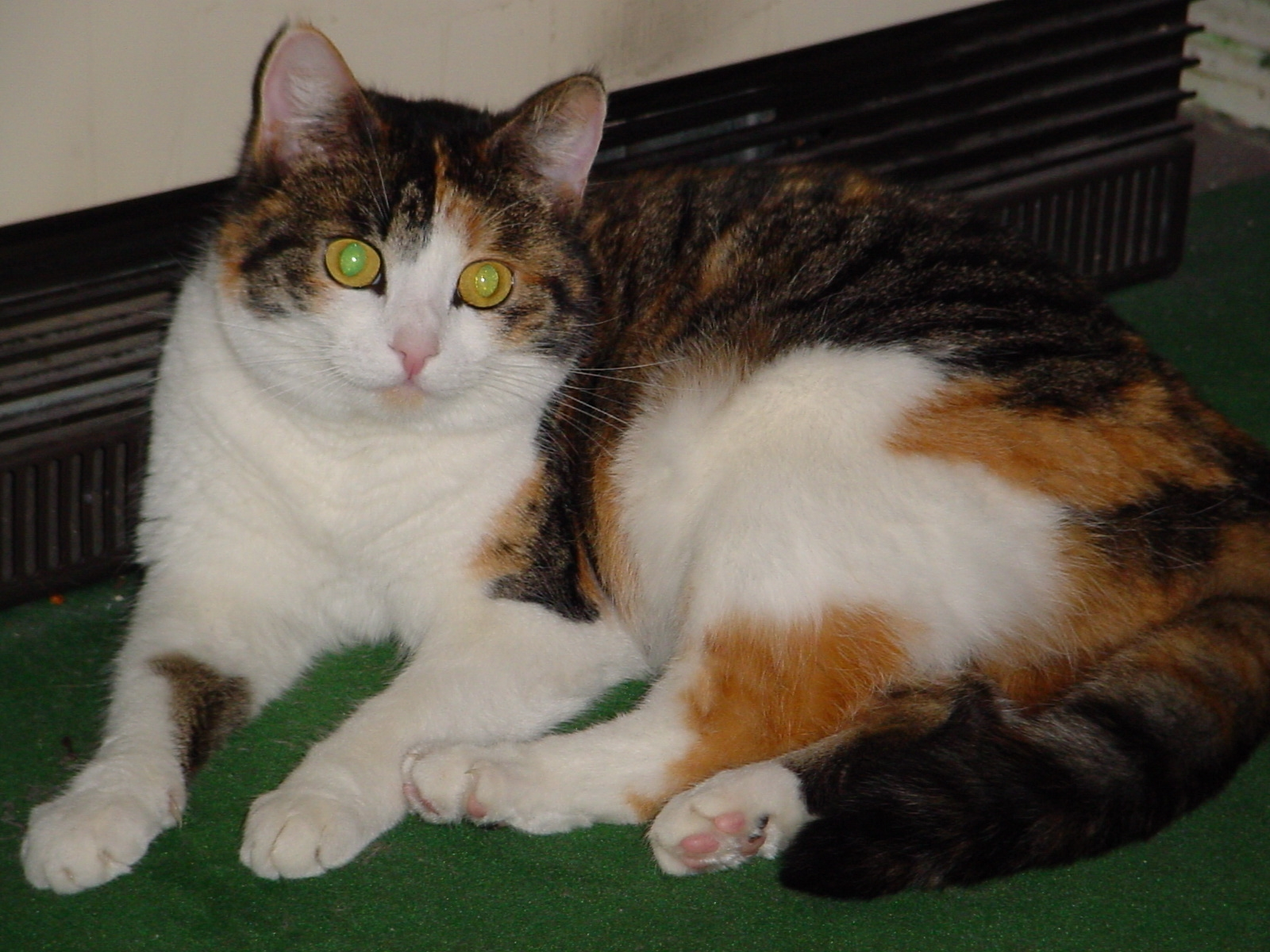
Efekt zelených očí u kočky

Čím méně je světla, tím více je zornička (panenka) u lidského oka otevřená. Při fotografickém záblesku se zornice nedokáží tak rychle stáhnout a anatomická struktura lidského oka způsobí efekt červených očí. Kamera zaznamená odražený záblesk od červené sítnice. Oči psů a koček bývají žluté až zelené. Tam ale jde o tapetum lucidum.

## Prevence a odstranění

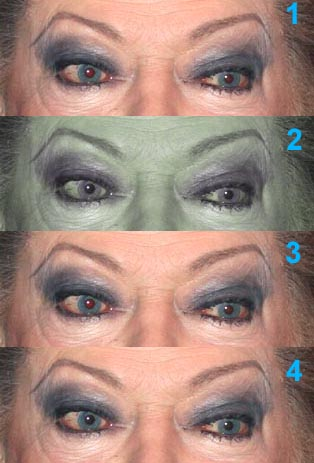
Existuje více způsobů odstranění červených očí pomocí grafického software. Tato sekvence ukazuje metodu s použitím metody channel mixer layer.

1. Před zábleskem se rozsvítí nebo rozbliká červená dioda na fotoaparátu - lidské oko reaguje nejcitlivěji právě na červené světlo. Cílem toho je stažení zorniček a snížení množství světla odraženého od očního pozadí. Tato metoda je méně úspěšná.[1]
2. Spuštění série předzáblesků (zornice se stáhnou). Teprve při posledním záblesku se snímek exponuje. Tento způsob je spolehlivější a účinnější.[1]
3. Použití odraženého světla například o strop.
4. Zvětšení paralaxy mezi osou záblesku a osou objektivu. Čím je vyosení větší, tím menší je pravděpodobnost vzniku jevu červených očí.
5. Fotografovat bez blesku, například zvýšit hladinu osvětlení v místnosti.
6. Portrétovaný by se neměl dívat přímo do fotoaparátu.
7. Efekt červených očí je možné odstranit také dodatečně pomocí grafického editoru.